# إدوارد إس. هاميلتون
إدوارد إس. هاميلتون (بالإنجليزية: Edward Hamilton)‏ هو جندي أمريكي، ولد في 1917، وتوفي في 30 يونيو 2006.